# 西中通站
西中通站（日语：／ Nishi-Nakadōri eki */?）是位於新潟縣柏崎市大字山本817番，東日本旅客鐵道（JR東日本）的越後線車站。

## 歷史
- 1912年（大正元年）11月11日：越後鐵道 柏崎至石地之間開通，此站啟用。當時車站名為荒濱站（日语：／），此荒濱站不是指現時荒濱站[1]。
- 1915年（大正4年）7月1日：車站改名為西中通站[2]。
- 1927年（昭和2年）10月1日：越後鉄道被國有化，柏崎至白山之間全線隸屬國鐵越後線（後來白山至新潟也編入至越後線）。
- 1973年（昭和48年）12月1日：結束貨物起卸業務，成為無人車站[3]。
- 1987年（昭和62年）4月1日：伴隨國鐵分割民營化，車站由東日本旅客鐵道（JR東日本）營運。

## 車站構造
車站是一座地面車站，設有1面1線的單式月台。此站曾經設有2面2線的相對式月台，現時交會設備、月台已經撤走。
此站是由長岡站管理的無人車站。車站大樓內設有候車室、公共電話和廁所。

## 車站周邊
- 新潟縣道150號西中通停車場線（日语：新潟県道150号西中通停車場線）
- 國道8號

## 巴士路線

柏崎區域北邊的巴士路線圖

在車站南邊設有國道8號越後交通「山本」巴士站，從此站前往國道的道路比較複雜。有關各路線的詳情設參閱「柏崎市公共交通指南 （页面存档备份，存于）」和「越後交通 柏崎地區時間表 （页面存档备份，存于）」。
- 山本
  - 經西山（日语：西山町） 前往長岡
  - 經曾地 前往長岡
  - 經日吉町 前往柏崎站前
  - 經春日 前往柏崎站前

## 相鄰車站
東日本旅客鐵道（JR東日本）
■越後線
東柏崎－西中通－荒濱

## 注腳
1. 1 2 3 4 5 6 7 8 9  . 週刊朝日百科. 21号 新潟駅・弥彦駅・津南駅ほか. 朝日新聞出版. 2012-12-30: 20 （日语）.
2. 1 2  「軽便鉄道停車場名称変更」『官報』1915年7月6日（國立國會圖書館數碼化資料）
3. ↑  讀賣新聞　昭和48年12月1日新潟讀賣

## 外部連結
- 車站資訊（西中通）：東日本旅客鐵道（日語）